# Segretario nazionale de Les Écologistes
Il segretario nazionale de Les Écologistes è il più alto dirigente del partito Les Écologistes (emerso da I Verdi). Fondato nel 1984, il partito ha cambiato nome in Europa Ecologia I Verdi nel 2010 ed infine in Les Écologistes nell'ottobre 2023. Il segretario è responsabile dell'attuazione delle principali decisioni prese dal partito.
La carica di segretario nazionale è ricoperta da Marine Tondelier dal 10 dicembre 2022.

## Elenco
| Segretario | Segretario                          | Periodo           | Periodo           | Durata              | Note |
| ---------- | ----------------------------------- | ----------------- | ----------------- | ------------------- | --- |
|            | Cécile Duflot                       | 13 novembre 2010  | 23 giugno 2012    | 1 anno e 223 giorni | Dimessasi il 23 giugno 2012 in seguito alla sua nomina nei governi Ayrault I e II.                            |
|            | Pascal Durand                       | 23 giugno 2012    | 30 novembre 2013  | 1 anno e 160 giorni | Portavoce del partito dal 13 novembre 2010.                                                                   |
|            | Emmanuelle Cosse                    | 30 novembre 2013  | 11 febbraio 2016  | 2 anni e 73 giorni  | Dimessasi l'11 febbraio 2016 in seguito alla sua nomina nel Governo Valls II.                                 |
|            | David Cormand                       | 11 febbraio 2016  | 30 novembre 2019  | 3 anni e 292 giorni | In carica fino all'11 giugno 2016, quando è stato eletto segretario nazionale.                                |
|            | Julien Bayou                        | 30 novembre 2019  | 26 settembre 2022 | 2 anni e 300 giorni | Dimessosi il 26 settembre 2022 in seguito alle accuse di violenza psicologica da parte della sua ex compagna. |
|            | Léa Balage El Mariky Jérémie Crépel | 27 settembre 2022 | 10 dicembre 2022  | 0 anni e 74 giorni  | Direzione collegiale ad interim fino al congresso previsto per dicembre 2022.                                 |
|            | Marine Tondelier                    | 10 dicembre 2022  | in carica         | 2 anni e 137 giorni | |